# Willi Ritterbusch
Wilhelm Friedrich Adolf (Willi) Ritterbusch (Werdau, 3 juli 1892 –  Skelund, 10 april 1981) was een Duitser die tijdens de Tweede Wereldoorlog diverse hoge functies in Nederland heeft gehad.
Willi Ritterbusch werd rond 1923 lid van de NSDAP, later Gauleiter in die partij en in 1933 Kreisleiter in Merseburg. Op 31 juli 1940 werd hij Beauftragte (gevolmachtigde) voor de rijkscommissaris in de provincie Noord-Brabant waarna hij in Vught ging wonen in de gevorderde Villa Amelie. In september 1941 volgde zijn aanstelling bij de Partijkanselarij waarbij gau-inspektor (gouwinspecteur) Robert Thiel hem in Noord-Brabant opvolgde.
Op 26 juni 1943 overleed Fritz Schmidt, Generalkommissar zur besonderen Verwendung in het bezette Nederland in de Tweede Wereldoorlog; een van de leiders van het Duitse bestuur in Nederland tijdens de Tweede Wereldoorlog. Begin juli nam Ritterbusch als waarnemer diens functie over. Rauter zou voorstander zijn geweest om Thiel die positie te laten vervullen maar uiteindelijk werd besloten dat Ritterbusch op 1 december 1943 door Seyss-Inquart officieel benoemd werd op die positie welke hij tot de Duitse capitulatie in 1945 zou behouden.
Arthur Seyss-Inquart · Hanns Albin Rauter · Hans Fischböck · Friedrich Wimmer · Fritz Schmidt · Willi Ritterbusch